# Tjuolmarivier
Tjuolmarivier (Zweeds: Tjuolmajåkka of Cuolmajohka) is een rivier die stroomt in de Zweedse  gemeente Kiruna. De rivier ontvangt haar water op de oostelijke van de Tjuolmaberg en van een aantal meren, waaronder het Geargevalleimeer. Ze stroomt door het Tjuolmameer. De rivier stroomt naar het noorden en belandt in de Niusakrivier. De rivier is circa 15 kilometer lang.
Afwatering: Tjuolmarivier → Niusakrivier → Torneträsk → Torne → Botnische Golf